# Egnatiella major
Egnatiella major är en insektsart som beskrevs av Bolívar, I. 1914. Egnatiella major ingår i släktet Egnatiella och familjen gräshoppor. Inga underarter finns listade i Catalogue of Life.